# Джон Веттон
Джон Кеннет Веттон (англ. John Kenneth Wetton (нар. 12 червня 1949 року — пом. 31 січня 2017 року) — англійський музикант, співак і автор пісень. Відомий вправною грою на бас-гітарі та потужним баритоном.
Джон Веттон почав здобувати популярність у 1971 році, коли на короткий час приєднався до гурту Family, а в 1972 році став учасником гурту King Crimson. Після розпаду King Crimson наприкінці 1974 року Веттон провів наступні сім років у складі кількох інших гуртів, які грали прогресивний рок і хардрок — Roxy Music (1974—1975), Uriah Heep (1975—1976), U.K. (1977—1980) та Wishbone Ash (1980—1981). У 1981 році він став співзасновником, вокалістом і головним автором пісень супергурту Asia, у якому досяг найбільшого комерційного успіху. Дебютний альбом гурту, який так і називався Asia, розійшовся накладом 10 мільйонів копій по всьому світу і став найкращим альбомом 1982 року за версією журналу Billboard.
Пізніше Джон Веттон разом зі своїм колегою по гурту Asia і партнером по написанню пісень Джеффом Даунсом створив дует під назвою Icon. З 1990-х років успішно розвивав сольну кар'єру.
Веттон підписувався лівою рукою, але грав на бас-гітарі правою.

## Кар'єра
Джон Веттон народився у Віллінгтоні, графство Дербішир, а виріс у Борнмуті, графство Дорсет, де відвідував Борнмутську школу. Його старший брат Роберт був класичним органістом і хормейстером, і під час занять на органі він просив Джона грати басові партії на фортепіано, оскільки їхній домашній орган не був обладнаний педальною клавіатурою. Веттон згадував:
Я полюбив басові партії, адже басові партії Баха неймовірно цікаві. Тож я подумав, що це добре: мені подобаються басові лінії, це моє.
Хоча Веттона з дитинства цікавила класична музика, він вирішив піти в рок-н-рол, щоб його не порівнювали з братом. Він грав на бас-гітарі та співав у низці ранніх гуртів із Річардом Палмер-Джеймсом, зокрема The Corvettes, The Palmer-James Group, Tetrad та Ginger Man. Ключовим раннім гуртом був джазовий Mogul Thrash. Після концертної роботи з Renaissance Веттон приєднався до Family, а також брав участь у різних сесіях звукозапису.

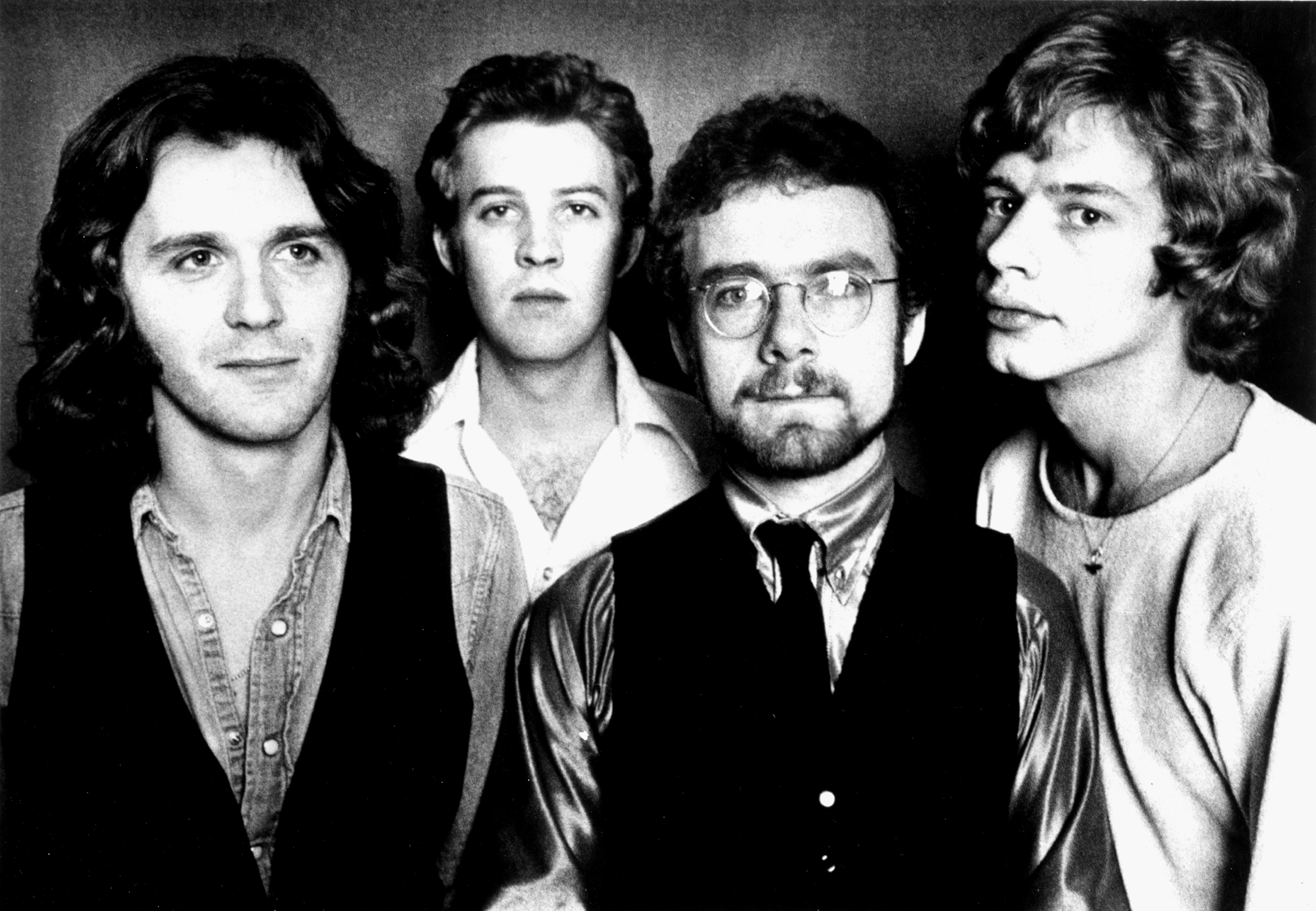
King Crimson у 1974 році. Зліва направо: Джон Веттон, Девід Кросс, Роберт Фріпп, Білл Бруфорд.

Великий прорив Веттона стався наприкінці 1972 року, коли його друг, теж уродженець Дорсета Роберт Фріпп запросив його приєднатися до гурту King Crimson. До цього складу гурту входили також скрипаль Девід Кросс, колишній ударник гурту Yes Білл Бруфорд і перкусіоніст Джеймі М'юр. За час, проведений у гурті, Веттон сформувався як вокаліст і автор текстів. Старий друг Веттона Річард Палмер-Джеймс теж працював з групою як основний автор текстів. Веттон залишався в King Crimson, доки Фріпп несподівано не розпустив гурт у 1974 році. Протягом цього періоду King Crimson відійшли від класики, джазу й англійського фолку, притаманних їхній ранній творчості, але зберігали інтерес до імпровізації. Період 1972—1974 років характеризувався агресивнішим використанням ф'южну й аван-року, а також громоподібними, мелодійними басовими партіями Веттона, чий «ревучий і хрусткий» голос, підсилений процесорами ефектів і колонками Лесли (які традиційно використовувалися з органом Гаммонда) часто межував із хеві-металом. Гру з Веттоном і Бруфордом Фріпп одного разу назвав «летючою цегляною стіною».
Після розпаду King Crimson Веттон продовжував працювати з різними гуртами — зокрема, брав участь у турне Roxy Music і у двох альбомах Uriah Heep. Ще в складі King Crimson Роберт Фріпп попросив Веттона «посидіти» на прослуховуваннях басиста і дати свої рекомендації; незадоволений усіма претендентами, Веттон запропонував гурту взяти його самого басистом в турне в 1975 році, тим самим давши гурту час на пошуки хорошого басиста. У 1977 році, після невдалих спроб возз'єднати King Crimson і створити новий гурт із Ріком Вейкманом, Веттон разом із партнером по ритм-секції King Crimson Біллом Бруфордом, який із розпадом King Crimson теж залишився без роботи, заснував гурт UK. Веттон найняв клавішника/скрипаля Roxy Music Едді Джобсона, а Бруфорд залучив гітариста-новатора Аллана Голдсворта зі своєї сольної групи. За бажанням Веттона UK додержувався більш композиційно орієнтованого підходу, ніж King Crimson.
У 1980 році після розпаду UK Веттон випустив свій перший сольний альбом Caught in the Crossfire. Пізніше того ж року він недовго грав у гурті Wishbone Ash, з'явившись на їхньому альбомі Number the Brave (1981). Наприкінці 1981 року він зустрівся з босом Geffen Records Джоном Калоднером, і той запропонував йому грати на бас-гітарі в гурті підтримки Браяна Феррі. Пізніше за наполяганням Калоднера Веттон почав співпрацювати з колишнім гітаристом Yes Стівом Гау з наміром створити згодом власний гурт. Коли до них приєдналися клавішник Джефф Даунс та ударник Карл Палмер (з гурту Emerson, Lake & Palmer), цей гурт став називатися Asia. Дуже швидко гурт випустив один із найбільш продаваних альбомів 1980-х років: їхній однойменний дебютний альбом Asia (1982) розійшовся накладом понад 10 мільйонів копій, зробивши гурт відомим у всьому світі. Веттон пропрацював з Asia до 1983 року і з невідомих на той час причин був звільнений за наполяганням лейблу Geffen Records — як вважається, принаймні частково через нижчі, ніж очікувалося, продажі альбому Alpha (1983). У 1985 році він повернувся до Asia (з Менді Меєр, який замінив Стіва Гау на гітарі), щоб завершити роботу над альбомом Astra (1985).
Наприкінці 1980-х результатом співпраці Веттона з гітаристом Roxy Music Філом Манзанерою став альбом Wetton/Manzanera (1987). Приблизно тоді ж Веттон почав обговорювати з Джеффом Даунсом і Карлом Палмером можливість «перезапустити» Asia. Частина записаного ними матеріалу, зокрема радіохіт Days Like These, увійшла до компакт-диска Then & Now (1990).

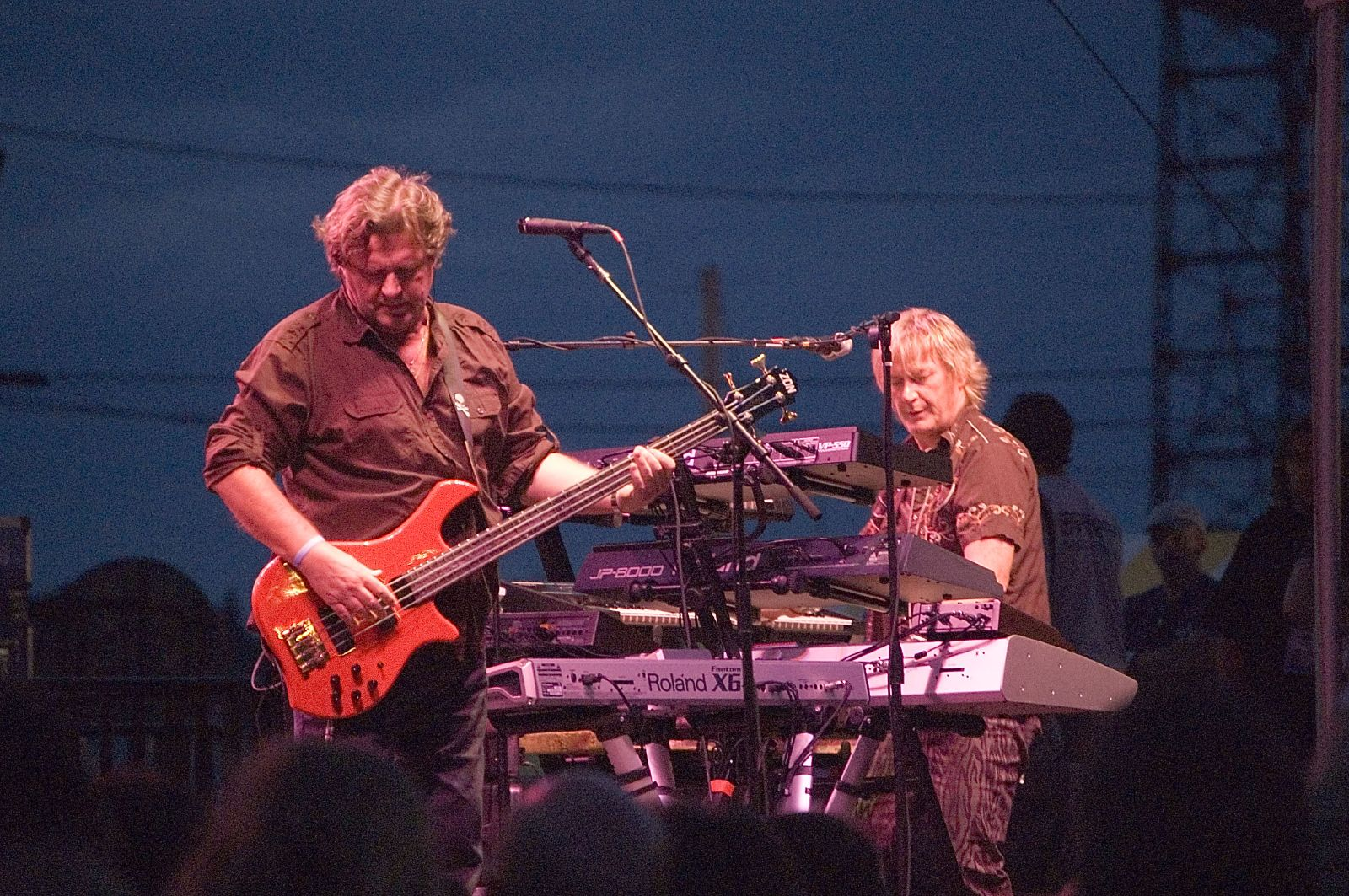
Джон Веттон (ліворуч) і Джефф Даунс під час виступу, 2005 рік.

У 1990-х Веттон зосередився на своїй сольній кар'єрі. У 1999 році невдала спроба реформувати Asia призвела до того, що Веттон і Карл Палмер разом із Джоном Янгом і Дейвом Кілмінстером утворили недовговічний прогрок-гурт Qango. Гурт відіграв кілька концертів у Великій Британії і записав концертний альбом Live in the Hood, після чого розпався.
На початку 2000-х років Веттон возз'єднався з Джеффом Даунсом для створення альбому Icon (2005). У 2006 році нарешті відбулося возз'єднання оригінального складу Asia - Веттон, Даунс, Гау, Палмер. Записаний ними студійний альбом Phoenix, перший після Alpha 1983 року, вийшов у квітні 2008 року і посів 73-тє місце в чарті альбомів Billboard 200 у США і 10-го у Великій Британії. Оригінальний склад випустив ще два студійні альбоми — Omega (2010) і XXX (2012). У січні 2013 року Гау пішов з гурту з наміром зосередитися на гурті Yes. З новим гітаристом Семом Коулсоном Asia у березні 2014 року випустила альбом Gravitas.
У 2013 році Веттон допоміг гурту Renaissance, з яким він грав наживо 42 роки тому, записати альбом Grandine il vento. Того ж року він відправився в турне з фіналістом конкурсу співаківAmerican Idol чиказьким гуртом District 97 Леслі Ханта (Leslie Hunt), щоб відзначити 40-річчя альбому King Crimson Larks' Tongues In Aspic.
Джон Веттон також багато працював як сесійний музикант з такими музикантами, як Браян Іно, Браян Феррі та Ayreon.

## Смерть
Джон Веттон помер 31 січня 2017 року уві сні від ускладнень колоректального раку в лікарні Крайстчерча в Крайстчерчі (Дорсет), у віці 67 років. У нього залишилися дружина Лайза, син Ділан, брат Роберт і мати Маргарет (Пеггі).

Джефф Даунс заявив:
З великим сумом і важким серцем я мав повідомити, що ми втратили мого найдорожчого друга, брата і колегу по гурту, який багато років присвятив музиці […] Його пам'ятатимуть як одного з найкращих музичних талантів у світі, який дарував натхнення багатьом, зокрема й мені […] Життя без нього не буде таким, як раніше, і мені не вистачає слів, щоб описати ту втрату, яку я зараз відчуваю.
В гурті Asia Веттона замінив Біллі Шервуд, який був його продюсером, співавтором пісень і співвиконавцем на його сольному альбомі Raised in Captivity (2011). 17 червня 2017 року Asia виступила зі спеціальним концертом, присвяченим пам'яті Веттона, під назвою An Extraordinary Life (повна назва: An Extraordinary Life — An Interactive Celebration of the Life & Music of John Wetton) — це посилання на однойменну пісню з альбому Asia Phoenix; на великому відеоекрані над сценою демонструвалися записи виступів, надіслані фанатами. На заході також було виконано кілька пісень King Crimson].
На честь Джона Веттона названо астероїд 72802 Веттон, відкритий Марком Буї в Національній обсерваторії Кітт-Пік у 2001 році. Офіційне повідомлення про присвоєння назви Центр малих планет опублікував 18 травня 2019 року (M.P.C. 114955).

## Вплив
На вплив Джона Веттона посилалися або висловлювали своє захоплення ним Біллі Шиген, Хуан Альдерете із The Mars Volta і Racer X, Майкл Світ із гурту Stryper, Рон Андерсон, і Джозеф Роуленд (Joseph Rowland) із гурту Pallbearer. Після смерті Джона Веттона Ерік Клептон опублікував короткий інструментальний триб'ют під назвою For John W.

## Перебування в гуртах і співпраця
- Mogul Thrash[en] (1971)
- Гордон Гаскелл[en] (1971)
- Family[en] (1971—1972)
- Ларрі Норман[en] (1972)
- King Crimson (1972—1974)
- Roxy Music (1974—1975)
- Uriah Heep (1975—1976)
- UK (1977—1980, 2011—2015)
- Jack-Knife (1979)
- Wishbone Ash (1980)
- Сольна кар'єра (1980—2017)
- Asia (1981—1983, 1984—1986, 1989—1991, 2006—2017)
- Qango[en] (1999—2000)
- Icon[en] (Wetton/Downes[en]) (2002, 2005—2009)

## Дискографія

### Сольна кар'єра

#### Студійні альбоми
- 1980: Caught in the Crossfire[en][21]
- 1987: Wetton/Manzanera[en][27] (з Філом Манзанерою)
- 1994: Voice Mail[en][53]
- 1997: Arkangel[54]
- 1998: Monkey Business 1972–1997[en][55]
- 1998: Chasing the Deer[56]
- 2000: Welcome to Heaven / Sinister[57]
- 2003: Rock of Faith[58]
- 2011: Raised in Captivity[en][43]

#### Живі альбоми
- 1995: Chasing the Dragon[59]
- 1996: Akustika: Live in America[60]
- 1998: Live in Tokyo 1997[61]
- 1998: Hazy Monet[62]
- 1999: Sub Rosa[63]
- 2000: No Mans Land[64]
- 2000: Live at the Sun Plaza Tokyo 1999[65]
- 2002: One Way or Another[66] (з Кеном Генслі)
- 2002: More Than Conquerors[67] (з Кеном Генслі)
- 2003: Live in Argentina 1996[68]
- 2003: Live in Stockholm 1998[69]
- 2003: Live in Osaka 1997[70]
- 2003: Live in the Underworld[71]
- 2004: Amata[72]
- 2004: Agenda[73]
- 2009: Amorata[74]
- 2014: One More Red Night — Live in Chicago[75] (з District 97)
- 2015: Live via Satellite[76]
- 2015: New York Minute (з тріо Леса Пола)[76]

#### Компіляції
- 1987: King's Road, 1972—1980[77]
- 2001: Anthology[78]
- 2002: …Caught in the Crossfire…[79] (17 треків з різних проектів Веттона, зокрема Wetton/Manzanera (1987) та Battle Lines (1994). Не плутати з першим сольним альбомом Веттона 1980 року).
- 2015: The Studio Recordings Anthology[80]

### У складі гуртів

#### Asia
- 1982: Asia[24]
- 1983: Alpha[25]
- 1985: Astra[26]
- 1987: Щосили (Over the Top) — Gypsy Soul[81]
- 1990: Then & Now[28]
- 1991: Live in Moscow 1990[82]
- 2007: Fantasia: Live in Tokyo[en][83]
- 2008: Phoenix[31]
- 2010: Spirit of the Night — Live in Cambridge 09[84]
- 2010: Omega[34]
- 2012: Resonance — The Omega Tour 2010[85]
- 2014: High Voltage — Live[86]
- 2012: XXX[35]
- 2015: Axis XXX Live San Francisco[87]
- 2014: Gravitas[36]
- 2017: Symfonia: Live in Bulgaria 2013[88]

#### Family
- 1971: Fearless[en][89]
- 1972: Bandstand[en][90]

#### Icon (Wetton/Downes)
- 2002: Wetton Downes[en][30]
- 2005: Icon[en][30]
- 2005: Heat of the Moment '05 (мініальбом)[91]
- 2006: Icon II: Rubicon[92]
- 2006: Icon Live: Never in a Million Years[93]
- 2006: Icon: Acoustic TV Broadcast[94]
- 2009: Icon 3
- 2009: Icon: Urban Psalm[95]
- 2012: Icon: Heat of the Rising Sun[96]
- 2016: Action Moves People United — 'The Wake Bhind'

#### Jack-Knife
- 1979: I Wish You Would[en][97]

#### King Crimson
- 1972: Larks' Tongues in Aspic
- 1972: Red
- 1974: Starless and Bible Black
- 1975: USA
- 1992: The Great Deceiver
- 1997: The Night Watch
- 2012: Larks' Tongues in Aspic – 40th Anniversary edition[en] (бокс-сет)
- 2013: The Road to Red – 40th Anniversary edition[en] (бокс-сет)
- 2014: Starless – 40th Anniversary edition[en] (бокс-сет)

#### Mogul Thrash
- 1971: Mogul Thrash[en][98]

#### Qango
- 2000: Live in the Hood[29]

#### Roxy Music
- 1976: Viva![en][99]

#### U.K.
- 1978: U.K.[en][100]
- 1979: Danger Money[en][101]
- 1979: Night After Night[en][102]
- 1999: Concert Classics, Vol. 4[en][103]
- 2013: Reunion – Live in Tokyo[en][104]
- 2015: Curtain Call[en][105]
- 2016: UK: Ultimate Collector's Edition[106]

#### Uriah Heep
- 1975: Return to Fantasy[107]
- 1976: High and Mighty[108]

#### Wishbone Ash
- 1981: Number the Brave[en][22]

### Як сесійний музикант

#### ЗГордоном Гаскеллом[en]
- 1971: It Is and It Isn't[109] (орган, бас-гітара, гітара, клавішні, бек-вокал)

#### ЗЛаррі Норманом[en]
- 1972: Only Visiting This Planet[en][110]

#### З гуртомMalcolm and Alwyn[en]
- 1973: Fool's Wisdom[111]

#### ЗПітером Бенксом[en]
- 1973: Two Sides of Peter Banks[112] (бас-гітара на треку Knights)

#### ЗБраяном Іно
- 1973: Here Come the Warm Jets[en] (бас-гітара на треках Baby's on Fire і Driving Me Backwards)

#### ЗПітером Сінфілдом[en]
- 1973: Still[en][113] (із Грегом Лейком, Гордоном Гаскеллом, Мелом Коллінзом та іншими)

#### ЗБраяном Феррі
- 1974: Another Time, Another Place[en][114]
- 1976: Let's Stick Together[en][115]
- 1977: In Your Mind[en][116]
- 1978: The Bride Stripped Bare[en][117]
- 1974: Live At The Royal Albert Hall 1974 (2020)[118]

#### ЗФілом Манзанерой
- 1975: Diamond Head[en][119]
- 1978: K-Scope[en][120]
- 2020: Round In Circles / Talk To Me[121]

#### ЗДунканом Маккеєм[en]
- 1977: Score[en][122]

#### З гуртомAtoll[en]
- 1979: Rock Puzzle[123]

#### ЗРоджером Чепменом[en]
- 1980: Mail Order Magic[en][124]
- 1981: Hyenas Only Laugh for Fun[en][125]

#### З гуртомPhenomena[en]
- 1987: Did It All For Love (сингл)[126]

#### ЗДевідом Кроссом[en]
- 1997: Exiles[127]

#### ЗіСтівом Хаккетом
- 1996: Genesis Revisited[en][128] (вокал на треках 1 і 5, бас-гітарі на треку 5).
- 1997: The Tokyo Tapes[en][129]
- 2012: Genesis Revisited II[en][130] (вокал, гітара та бас-гітара на треку Afterglow).
- 2013: Genesis Revisited: Live at Hammersmith[131] (вокал на треку Afterglow).
- 2014: Genesis Revisited: Live at the Royal Albert Hall[132] (вокал на треку Firth of Fifth).

#### ЗМартіном Орфордом[en]
- 2000: Classical Music And Popular Songs[133] (вокал на треку 2).
- 2008: The Old Road[134] (вокал на треках 4 і 8, бас-гітара на треках 4 і 6).

#### З гуртомGalahad[en]
- 2002: Year Zero[135] (спільний вокал на треках Belt Up і Take a Deep Breath and Hold on Tight).

#### З Даніеле Ліверані
- 2002: Genius A Rock Opera[ru][136]

#### ЗБіллі Шервудом[en]
- 2005: Back Against the Wall[en][137] (вокал у піснях Mother і Hey You).
- 2006: Return to the Dark Side of the Moon[en][138] (вокал у пісні Us and Them).

#### З Wishbone AshМартіна Тернера[en]
- 2008: Argus Through The Looking Glass[139] (Mystic Records[en])

#### ЗАланом Сімоном[en]
- 2007: Excalibur II: The Celtic Ring[140]
- 2012: Excalibur III[141]

#### ЗЕдді Джобсоном[en]
- 2010: Ultimate Zero Tour – Live[en][142] – The Best of the U-Z Project Live (2010)
- 2015: Four Decades[en][143]

#### З гуртомAyreon
- 2013: The Theory of Everything[en] (на цьому альбомі також грають Рік Вейкман, Кіт Емерсон і Стів Хакетт).

#### З гуртомRenaissance
- 2013: Grandine il vento[en][144]

### Створення музики

#### ЗДевідом Кессіді[en]
- 1990 David Cassidy[en][145]